# Emma Nāwahī
Emma ʻAʻima Aʻii Nāwahī (28 septembre 1854 - 28 décembre 1935) est une militante politique hawaïenne, une dirigeante communautaire et une éditrice de journaux. Elle et son époux Joseph Nāwahī sont leaders de l'opposition au renversement du royaume d'Hawaï et cofondateurs de Ke Aloha Aina, un journal en langue hawaïenne qui est une voix importante de la résistance à l'annexion d'Hawaï par les États-Unis,,. Après l'annexion, elle contribue à créer le Parti démocrate d'Hawaï et elle soutient le suffrage féminin.

## Biographie
Née le 28 septembre 1854 à Kūkūau, une localité rurale de Hilo sur l'île d'Hawaï, elle est considérée comme une hapa-pākē, d'origine hawaïenne et chinoise,,. Sa mère Kahaoleʻauʻa est la fille d'un chef hilo mineur, tandis que son père Tong Yee est un immigrant chinois du comté de Zhongshan, au Guangdong. Son père quitta d'abord la Chine pour participer à la ruée vers l'or en Californie, puis s'installa à Hilo en 1850 où il devint un homme d'affaires prospère et cofonda Pauka'a Sugar Plantation avec d'autres planteurs de sucre chinois sur des terres louées au roi Kamehameha V,. Ses parents se marièrent le 25 juin 1851. Son père adopta le nom de famille Aʻii (basé sur la prononciation hawaïenne de son prénom) pour lui et ses enfants. Elle et ses quatre sœurs: Aʻana, Aʻlai, Aʻoe et Mihana étaient connues sous le nom de Ka Pua O Kina (La fleur de Chine) et considérées comme des « beautés célèbres »,
Le 17 février 1881, elle épousa le politicien Joseph Nāwahī, à Hilo, en tant que seconde épouse. Ils eurent trois fils : Albert Kahiwahiwa Nāwahī (1881–1904), Alexander Kaʻeʻeokalani Nāwahī (1883–1942) et Joseph Nāwahī, Jr. (1885–1888). Leurs fils eurent une descendance qui subsista jusqu'à l'époque contemporaine,. Ils adoptèrent une fille nommée Emmeline Kaleionamoku Kalei Nāwahī (1877–1901), décédée alors qu'elle fréquentait l'école du prieuré de St. Andrew à Honolulu. Lors de la carrière politique de son époux et de leur présence à Honolulu, Emma Nāwahī devint une dame d'honneur et une confidente de la reine Liliʻuokalani,.

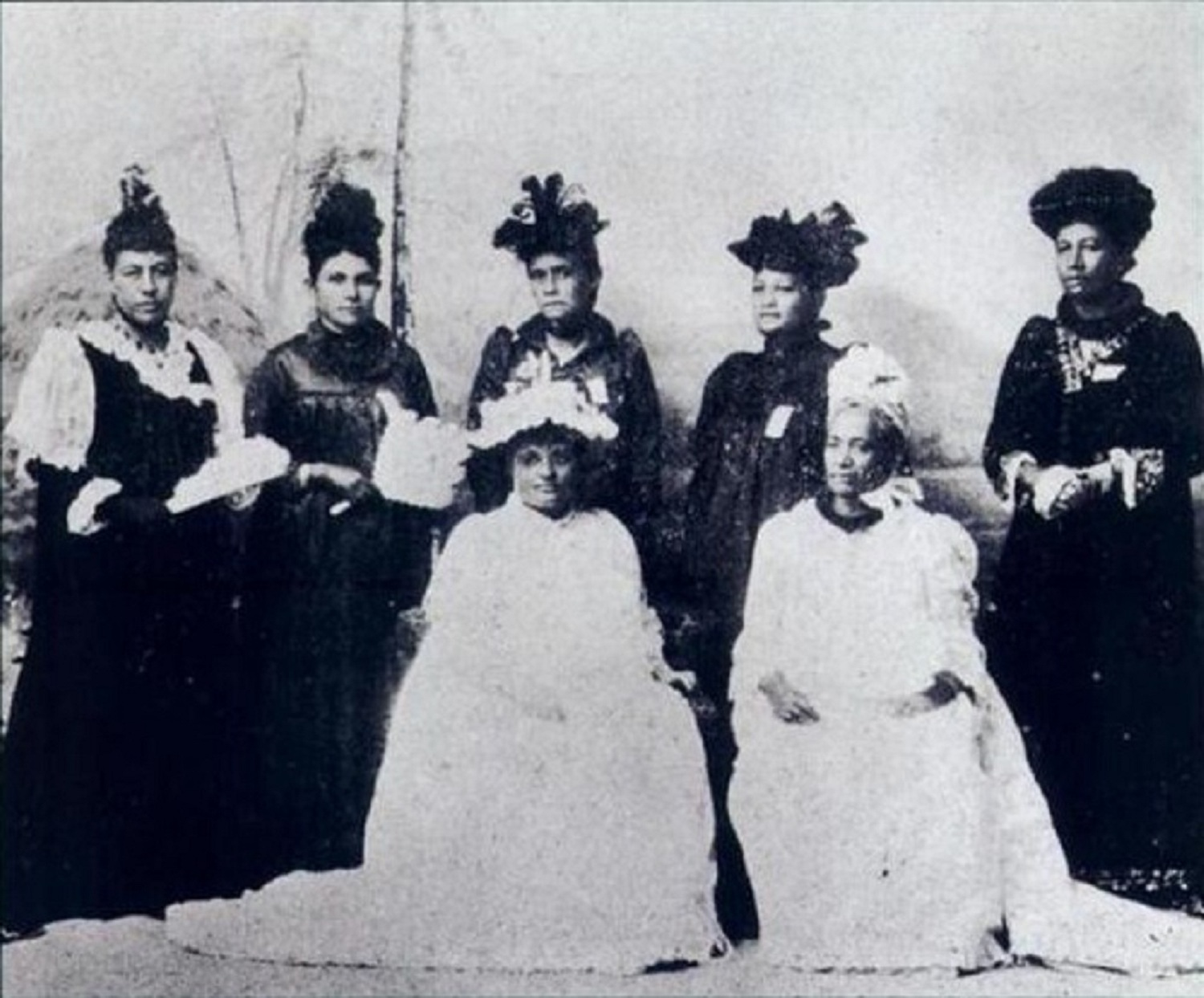
Le Hui Aloha ʻĀina o Na Wahine, la Ligue patriotique des femmes hawaïennes, 1893.

Après le renversement de la monarchie le 17 janvier 1893, son époux Joseph Nāwahī devint président de Hui Aloha ʻĀina o Na Kane (Ligue patriotique des hommes hawaïens), un groupe fondé pour s'opposer à l'annexion et soutenir la reine déchue. Emma Nāwah rejoignit l'organisation féminine correspondante, la Hui Aloha ʻĀina o Na Wahine (Ligue patriotique des femmes hawaïennes) avec Abigail Kuaihelani Campbell pour présidente. Elle fut l'un des membres du comité exécutif de l'organisation en 1893 puis secrétaire de la branche de la Ligue à Hilo,.
En 1893, elle et les autres membres du comité exécutif de Hui Aloha ʻĀina o Na Wahine soumirent une pétition au commissaire américain James Henderson Blount envoyé par le président Grover Cleveland, pour enquêter sur le renversement.
En décembre 1894, un mandat de perquisition fut émis pour leur domicile à la recherche de « diverses armes et munitions ». Bien que rien n'ait été trouvé, Joseph Nāwahī fut arrêté pour trahison et la caution fixée à 10 000 dollars. Il passa près de trois mois en prison avant d'être libéré sous caution. En mai 1895, le couple fonda Ke Aloha Aina, un hebdomadaire anti-annexionniste écrit en langue hawaïenne pour promouvoir l'indépendance hawaïenne et l'opposition à l'annexion américaine,,. Le journal perdura jusqu'en 1920,.
Après sa libération, la santé de Joseph Nāwahī se détériora à cause de la tuberculose contractée lors de son incarcération. Sur recommandation de son médecin, le couple quitta Hawaiʻi pour un voyage à San Francisco, en Californie. Ils quittèrent Honolulu à bord du bateau à vapeur Alameda le 20 août 1896, avec les familles d'Edward C. MacFarlane (en) et Hermann A. Widemann (en), tous deux royalistes influents et anciens ministres de Liliʻuokalani. Le 14 septembre 1896, Joseph Nāwahī mourut de la tuberculose à San Francisco. Selon Silva, ses derniers mots furent pour Emma, s'excusant de « l'avoir emmenée si loin de la ' äina et de sa famille et de ses amis, pour faire face à sa mort seule dans un lieu étranger »,. Elle fit embaumer la dépouille de son époux et retourna à Hawaiʻi pour deux cérémonies de funérailles d'État organisées par ses partisans et une inhumation à leur domicile à Hilo.

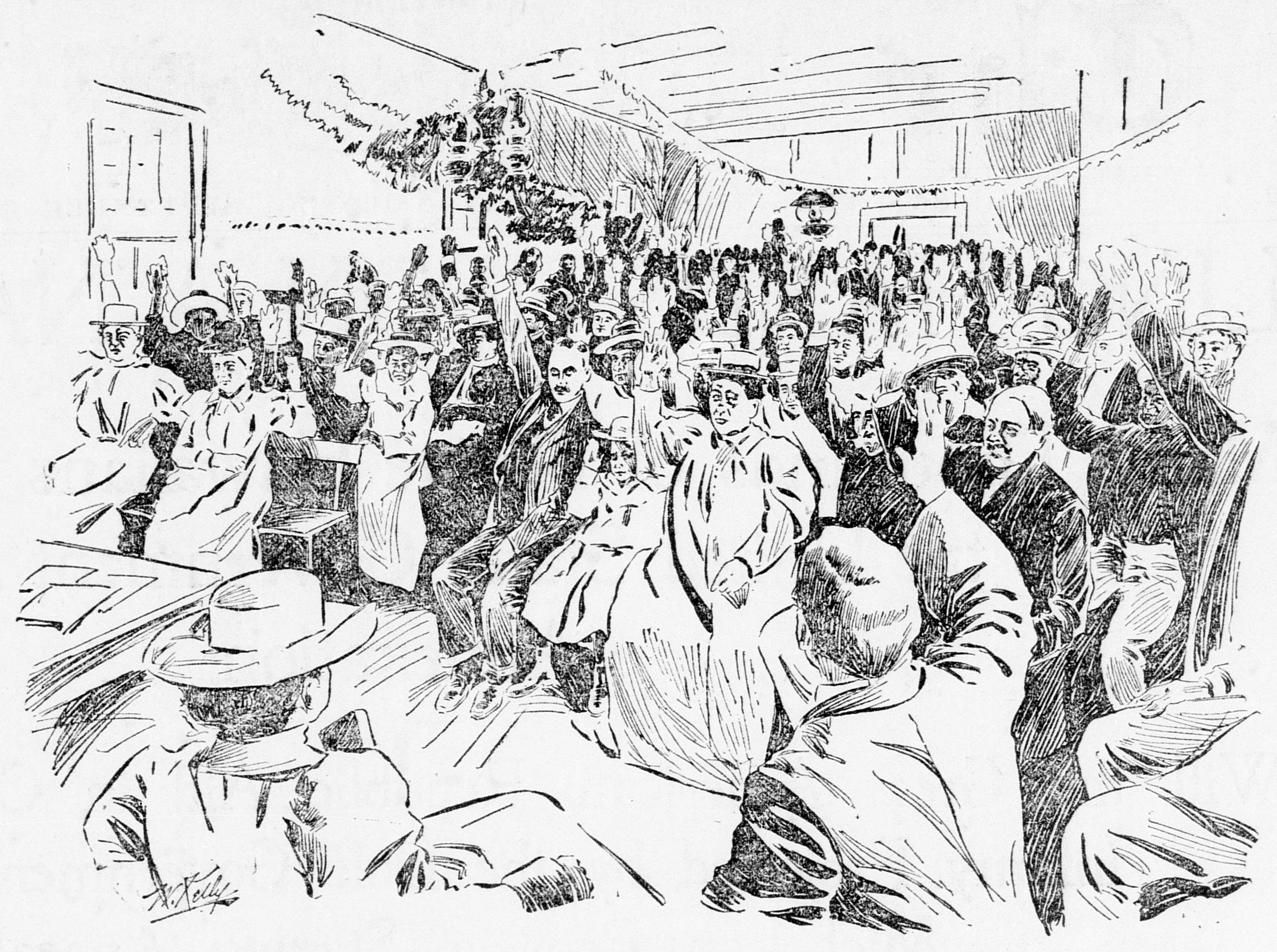
Une réunion anti-annexion à Hilo, 1897.

Après la mort de son époux, elle devint une dirigeante politique à part entière, poursuivant les travaux de son époux. En 1897, elle et les branches masculine et féminine de Hui Aloha ʻĀina recueillirent plus de 21 000 signatures de résidents des îles hawaïennes s'opposant à un traité d'annexion en cours de discussion au Sénat des États-Unis. Ces pétitions Kūʻē furent soumises par une délégation d'Hawaïens autochtones et utilisées comme preuve de la forte résistance de la communauté hawaïenne à l'annexion, et le traité fut rejeté au Sénat. Après l'échec de ce traité, Hawaiʻi fut néanmoins annexée par la résolution Newlands, publiée en juillet 1898, peu de temps après le déclenchement de la guerre hispano-américaine,,.
Après l'annexion, elle organisa le Parti Démocratique d'Hawaï en 1899 lors de la formation du territoire d'Hawaï. Dans les années 1910, elle soutint le droit de vote des femmes avant l'adoption du dix-neuvième amendement à la Constitution des États-Unis en 1920,.
Elle mourut le 28 décembre 1935 et fut enterrée au Homelani Memorial Park and Cemetery à Hilo aux côtés de son époux.